# Proyecto acueducto lago Buenos Aires
El proyecto acueducto lago Buenos Aires es un plan argentino para la construcción de un desagüe del lago binacional llamado en Argentina "Buenos Aires" y en Chile "General Carrera", que descarga sus aguas naturalmente en el océano Pacífico, a través de un acueducto que desviaría parte de sus aguas hacia la pampa argentina con fines de riego.El proyecto fue pensado para mejorar el abastecimiento de agua para Caleta Olivia que ve su consumó disminuido ante la obsolencia del acueducto Jorge Carstens.
En marzo de 2024 fue puesto en espera por falta de fondos.

## Antecedentes

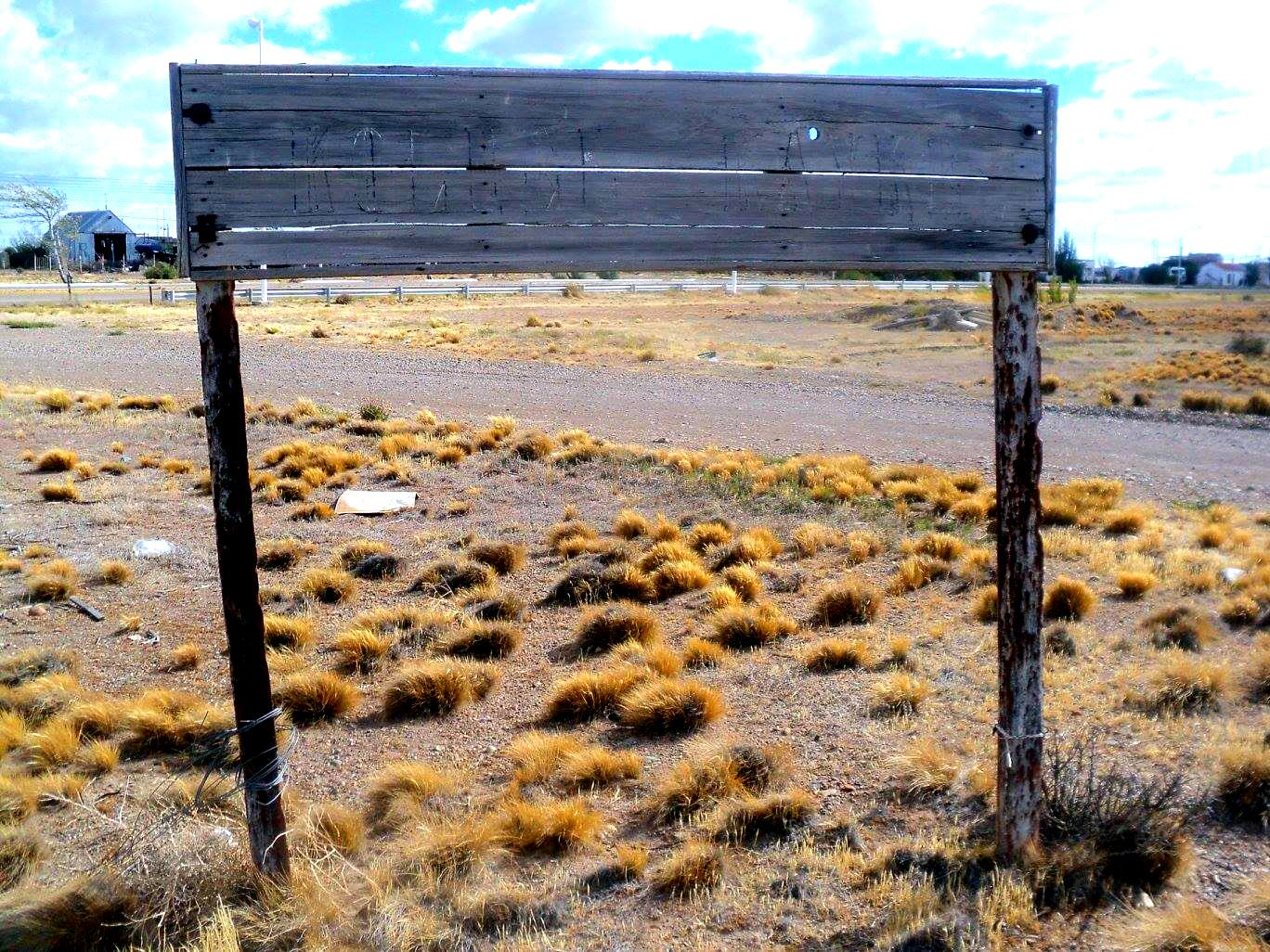
El norte de la Provincia de Santa Cruz se caracteriza por su sequedad. En la foto, Koluel Kayke, uno de los destinos del desagüe.

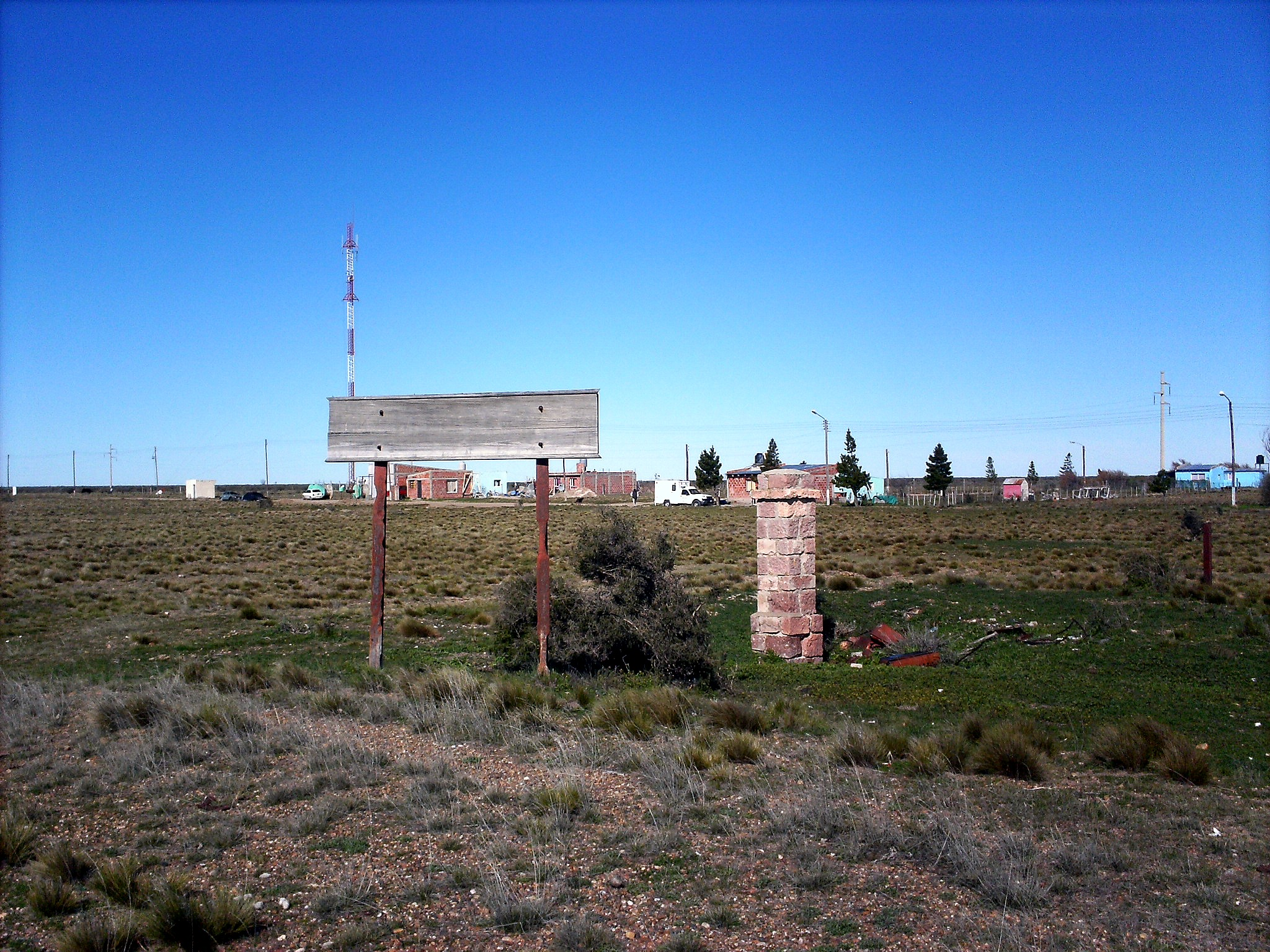
La localidad de Fitz Roy por donde pasaría el acueducto.

El Lago Buenos Aires/General Carrera es un lago binacional perteneciente a la cuenca del río Baker asentado sobre la frontera entre ambos países con un espejo de agua de 1850 km², de los cuales 978,12 km² se ubican en la región chilena de Aysén del General Carlos Ibáñez del Campo y los restantes 880 km² en la provincia argentina de Santa Cruz. El lago descarga en forma natural sus aguas en el río Baker que las lleva hasta su desembocadura en el océano Pacífico.
Algunas zonas de la Patagonia argentina sufren de una creciente falta de agua como consecuencia del crecimiento poblacional y el aumento del consumo para las necesidades económicas.

## Origen y desarrollo del proyecto
La idea de abastecer con agua dulce de la cordillera al árido litoral argentino fue anunciada en 2008 por el presidente Nestor Kirchner, aunque era conocida desde sus comienzos como gobernador de la Provincia de Santa Cruz, ya en 1991. El 2008 se proyectó un "dique los Monos" para sacar aguas del lago Musters y transportarlas hasta caleta Olivia a un costo de USD 1.680.000.000. El proyecto era irrealizable por la aguda falta de agua en el lago que debía abastecer nececidades humanas, de la industria petrolera y agrícolas.
En el presupuesto nacional del año 2015 para el año 2016 se le llamó "Acueducto para el Desarrollo Económico y Social para el Norte de Santa Cruz" o coloquialmente "acueducto lago Buenos Aires" con un costo de 11.000.000.000 de pesos argentinos y en el llamado se especificaba que se debía abastecer a las localidades de Los Antiguos, Perito Moreno, Las Heras, Jaramillo, Koluel Kaike, Pico Truncado, Puerto Deseado, Fitz Roy, Tellier, Cañadón Seco y Caleta Olivia.

Proyecto del gobierno regional argentino para la construcción de un desvío de las aguas del río Baker hacia el océano Atlántico, situación al 2024.

## Inclusión en el presupuesto para 2023

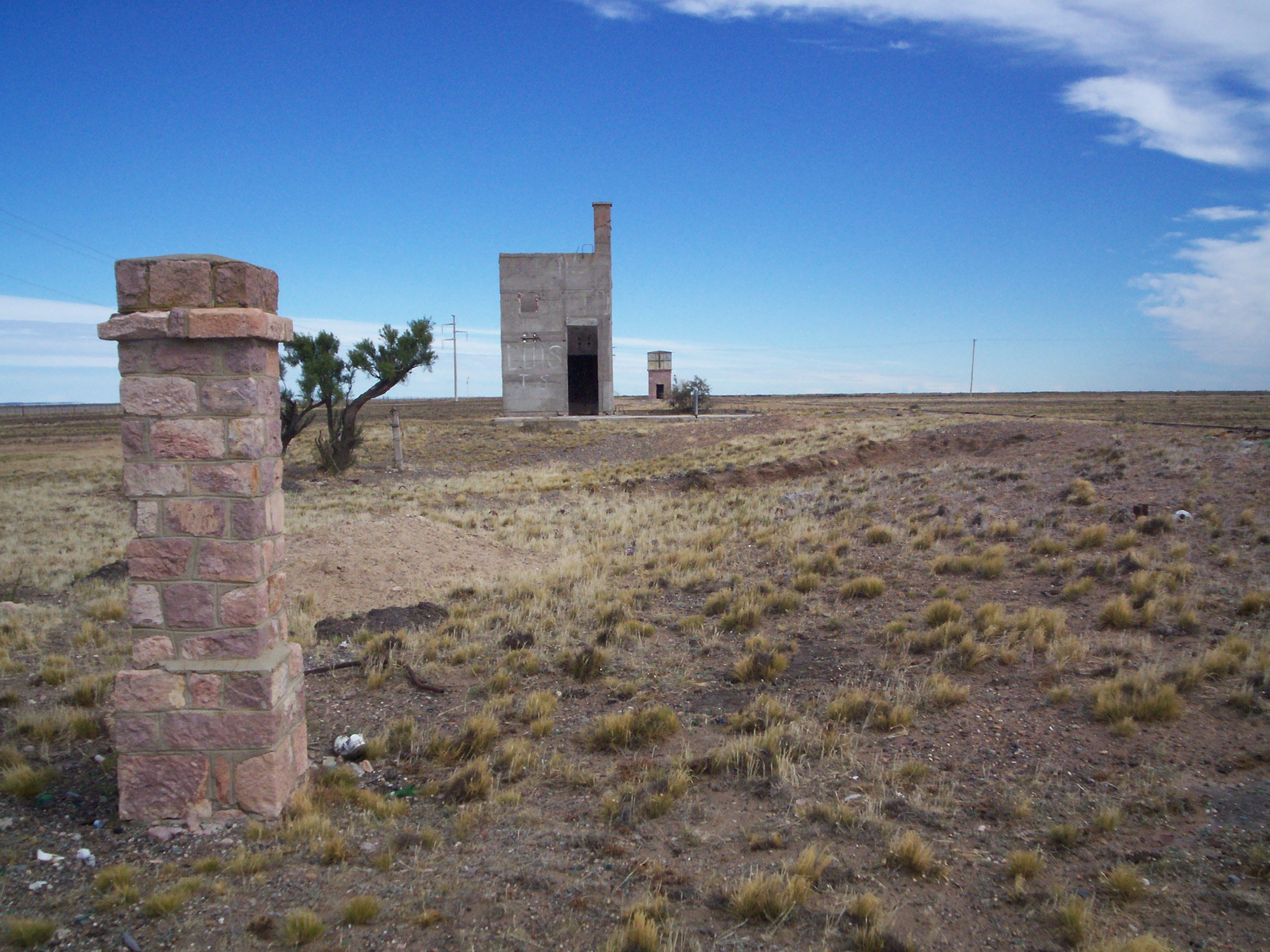
Antigua estación ferroviaria Pampa Alta, por donde pasaría el proyecto.

De acuerdo a fuentes argentinas, el presupuesto para el inicio de la construcción está incluido, también, en el presupuesto para el año fiscal de 2023. Se autorizó al Ente Nacional de Obras Hídricas (en adelante ENOHSA) a contraer deudas por US$ 1.100 millones para el desvío de aguas hacia el norte de la Provincia de Santa Cruz. El capital sería aportado por capitalistas de la República Popular China.
Según el periódico El Mercurio el acueducto partiría desde el extremo oriental del lago, continuando por Ciudad de Perito Moreno, Las Heras, Koluel Kayke, un ramal a Caleta Olivia pero siguiendo el troncal hacia Fitz Roy, Jaramillo hasta la costa atlántica en Puerto Deseado.
El plan, citado en el Proyecto de Resolución del Senado argentino prevé que:: 8 
El acueducto extraería el agua en el lago Buenos Aires, en el sector de Los Antiguos, en forma permanente entre 15 m³/s y 30 m³/s, para trasladarla vía tuberías en 658 kms y abastecer de agua potable a varias ciudades de la provincia de Santa Cruz entre Perito Moreno y Puerto Deseado (Senado argentino, 2017)

## Entierro del proyecto
En marzo de 2023, la gobernadora provincial de Santa Cruz, Alicia Kirchner anunció el abandono del proyecto por falta de financiamiento.

## Potenciales consecuencias del desvío
Según un informe de la asesoría técnica parlamentaria del Congreso nacional de Chile, un desvío de tal magnitud podría implicar una baja del nivel del lago, dejando inutilizables las facilidades que existen en sus orillas, 

## Acuerdos binacionales sobre el uso de aguas compartidas
El Protocolo Específico sobre Recursos Hídricos Compartidos, firmado entre Chile y Argentina en 1991, en términos generales, adopta como principios comunes el concepto de manejo integral de aquellos recursos, así como la obligación de no causar perjuicio a estos. Concretamente, en su artículo quinto dispone que “Las acciones y programas de aprovechamiento de
los recursos hídricos compartidos se efectuarán en forma coordinada o conjunta a través de planes generales de utilización”. 